# Cryptophagus parallelus
Cryptophagus parallelus là một loài bọ cánh cứng trong họ Cryptophagidae. Loài này được Brisout miêu tả khoa học năm 1863.